# Wilga (Mazovië)
Wilga is een dorp in de Poolse woiwodschap Mazovië. De plaats maakt deel uit van de gemeente Wilga en telt ca. 1000 inwoners.